# Curt Siodmak
Pour les articles homonymes, voir Siodmak.
Curt Siodmak, né le 10 août 1902 à Dresde, en Allemagne, et mort le 2 septembre 2000 à Three Rivers, en Californie, aux États-Unis, est un romancier, dont les œuvres abordent à la fois le genre policier, le roman d'horreur et le récit de science-fiction, ainsi qu'un scénariste et réalisateur américain d'origine allemande.

## Biographie
Frère du réalisateur Robert Siodmak, il étudie la physique, les mathématiques et les sciences de l'ingénieur jusqu'en 1930, d'abord à Dresde, puis à Berlin, Stuttgart et Zurich, simultanément en écrivant — la plupart du temps sous le pseudonyme Curt Baron — des nouvelles fantastiques comme Helene droht zu platzen (Hélène menace d'exploser).
Dès 1926, alors qu'il exerce dans le milieu du journalisme, il entre en contact avec le monde du cinéma, s'intéressant de près au tournage du film Metropolis de Fritz Lang. Il participe d'ailleurs à ce film comme figurant, en compagnie de sa femme. À partir de 1928, il se partage entre l'écriture et le cinéma. Les Hommes le dimanche (Menschen am Sonntag, 1930), le premier grand succès cinématographique de son frère, part d'une idée de Curt Siodmak, le scénario étant ensuite écrit par Billy Wilder et Fred Zinnemann. Schuss im Tonfilmatelier (Un coup de feu dans l'atelier de cinéma), sorti en 1930, est également issu d'une idée de Curt Siodmak. Suivront les scénarios de Der Mann, der seinen Mörder sucht (1931) et Die unsichtbare Front (1932).
En 1931, il épouse la baronne Henrietta Erna de Perrot (1903-2001), une architecte. En 1932, le roman de science-fiction de Curt Siodmak, F.P.1 antwortet nicht (F.P. 1 ne répond plus) est porté à l'écran, avec dans les premiers rôles Hans Albers, Peter Lorre et Sybille Schmitz. Une année plus tard, il fuit l'Allemagne nazie, horrifié par le discours de Goebbels sur l'avenir du film allemand, se rend en Suisse — qui le refuse —, passe par la France, où il ne réussit pas à s'intégrer faute de connaissances linguistiques suffisantes, et arrive finalement en Grande-Bretagne, où il écrit le scénario du film Le Tunnel, d'après le roman éponyme de Bernhard Kellermann. 
En 1933, il devient père d'un petit Geoffrey Curt. 
Entretemps, les nazis ont confisqué tous ses biens sur le territoire allemand et le gouvernement de Grande-Bretagne lui notifie qu'il ne souhaite pas le voir prolonger son séjour. Pendant plusieurs jours, il fait la navette entre la France et l'Angleterre sur les ferrys pour échapper à cette situation et passe même quelque temps en Belgique. Plusieurs des scénarios qu'il écrit à cette époque — dont certains pour Alfred Hitchcock — ne sont jamais portés à l'écran. 
En 1937, il émigre aux États-Unis et réussit à se faire engager par la Paramount Pictures et ensuite par les studios Universal comme scénariste. Spécialiste de l'horreur et de la science-fiction, il est à l'origine de films devenus des classiques du genre comme Le Retour de l'homme invisible (The Invisible Man Returns, 1940), La Femme invisible (The Invisible Woman, 1940) ou encore Le Loup-garou (The Wolf Man, 1941) — le titre est dû à l'acteur Boris Karloff —, et aussi Le Fils de Dracula (Son of Dracula, 1943) et La Bête aux cinq doigts (The Beast With Five Fingers, 1946).
Son roman intitulé Le Cerveau du Nabab (Donovans Brain), paru en 1942, est plusieurs fois porté à l'écran et par ailleurs adapté en pièce radiophonique par Orson Welles. Ayant entre-temps acquis la nationalité américaine, Curt Siodmak reçoit une formation d'agent secret et rédige des pamphlets contre l'Allemagne nazie.
Curt Siodmak ne devient réalisateur qu'après le retour de son frère en Europe, en 1951. Il tourne son dernier film, Ski Fever, en 1966, en Tchécoslovaquie.
À partir de 1957, Curt Siodmak vit avec sa femme dans une ferme à Three Rivers, en Californie, où il meurt d'un cancer à l'âge de 98 ans. Dans la dernière décennie de sa vie, il se consacre surtout à son autobiographie, à quelques romans, à des comédies musicales d'horreur et à des conférences qu'il donne entre autres à l'université Stanford.

## Œuvres

### Romans
- F.P.1 antwortet nicht (1932) Publié en français sous le titre I. F. 1 ne répond plus, traduit de l'allemand, Paris, Tallandier, coll. « Le Film » no 4, 1933
- Black Friday (1939)
- Donovan's Brain (1942) (paru dans le magazine Appearances) Publié en français sous le titre Le Cerveau du nabab, traduit par François de Mecquenem, Paris, Gallimard, coll. « Série blême » no 6, 1949 ; réédition, Paris, Gallimard, coll. « Série noire » no 1027, 1966 ; réédition, Paris, LGF, coll. « Le Livre de poche. Policier » no 2710, 1970 ; réédition, Paris, Gallimard, coll. « Carré noir » no 515, 1984  (ISBN 2-07-043515-6)
- The Beast with Five Fingers (1945)
- Whomsoever I Shall Kiss (1952)
- Riders to the Stars (1954)
- Skyport (1959)
- For Kings Only (1964)
- Hauser's Memory (1968) Publié en français sous le titre La Mémoire du mort, traduit par André Bénat, Paris, Gallimard, coll. « Série noire » no 1296, 1969
- The Third Ear (1971)
- City in the Sky (1974) Publié en français sous le titre La Ville du ciel, Paris, Albin Michel, coll. « Super-Fiction » no 11, 1976  (ISBN 2-226-00249-9)
- Frankenstein Meets Wolfman (1981)
- Gabriel's Body (1992)

## Filmographie

### Assistant réalisateur
- 1930 : Les Hommes le dimanche (Menschen am Sonntag)

### Réalisateur
- 1951 : La Femme du gorille (Bride of the Gorilla)
- 1953 : Le Monstre magnétique (en) (The Magnetic Monster)
- 1956 : Quand la jungle s'éveille (Curucu, Beast of the Amazon)
- 1957 : Esclave des Amazones (Love Slaves of the Amazons)
- 1958 : Tales of Frankenstein (TV)
- 1961 : The Devil's Messenger (non crédité)
- 1966 : Ski Fever (de) ( Liebesspiele im Schnee)

### Scénariste
- 1929 : Mascottchen (en) de Felix Basch
- 1929 : Le Légionnaire 67.82 (Flucht in die Fremdenlegion)
- 1930 : Les Hommes le dimanche (Menschen am Sonntag) de Robert Siodmak (coscénariste)
- 1930 : Der Schuß im Tonfilmatelier
- 1930 : Der Kampf mit dem Drachen oder : Die Tragödie des Untermieters
- 1931 : L'Homme qui cherche son assassin de Robert Siodmak
- 1931 : Le Bal de Wilhelm Thiele
- 1932 : Die Unsichtbare Front (en) de Richard Eichberg
- 1934 : Girls Will Be Boys (en) de Marcel Varnel
- 1935 : It's a Bet d'Alexander Esway
- 1935 : Le Sultan rouge (Abdul the Damned) de Karl Grune
- 1935 : The Tunnel (en) de Maurice Elvey
- 1937 : Non-Stop New York (en) de Robert Stevenson
- 1940 : Le Retour de l'homme invisible (The Invisible Man Returns) de Joe May
- 1940 : Vendredi 13 (Black Friday) d'Arthur Lubin
- 1940 : Le Singe tueur (The Ape) de William Nigh
- 1940 : La Femme invisible (The Invisible Woman) de A. Edward Sutherland
- 1941 : Le Loup-garou (The Wolf Man) de George Waggner
- 1942 : L'Agent invisible contre la Gestapo (Invisible Agent) d'Edwin L. Marin
- 1942 : Frankenstein rencontre le loup-garou (Frankenstein Meets the Wolf Man) de Roy William Neill
- 1942 : London Blackout Murders de George Sherman
- 1943 : The Purple V de George Sherman
- 1943 : The Mantrap de George Sherman
- 1943 : Vaudou (I Walked with a Zombie) de Jacques Tourneur
- 1943 : Le Fils de Dracula (Son of Dracula) de Robert Siodmak
- 1943 : False Faces de George Sherman
- 1944 : La Passion du docteur Hohner (The Climax) de George Waggner
- 1945 : Frisco Sal (en) de George Waggner
- 1945 : Shady Lady de George Waggner
- 1946 : La Bête aux cinq doigts (The Beast with Five Fingers) de Robert Florey
- 1949 : Tarzan's Magic Fountain (en)
- 1951 : La Femme du gorille (Bride of the Gorilla)
- 1953 : Le Monstre magnétique (en) (The Magnetic Monster)
- 1954 : Riders to the Stars (en) de Richard Carlson
- 1955 : Le Tueur au cerveau atomique de Edward L. Cahn
- 1956 : Quand la jungle s'éveille (Curucu, Beast of the Amazon)
- 1957 : Esclave des Amazones (Love Slaves of the Amazons)
- 1958 : Tales of Frankenstein (en) (TV)
- 1961 : The Devil's Messenger de Herbert L. Strock
- 1962 : Sherlock Holmes et le Collier de la mort (Sherlock Holmes und das Halsband des Todes) de Terence Fisher
- 1963 : Les Tueurs du R.S.R.2 (Das Feuerschiff) de Ladislas Vajda
- 1966 : The Wolfman
- 1966 : Doom of Dracula
- 1966 : Ski Fever